# Датта (село)
Да́тта — село в Ванинском районе Хабаровского края, расположено в 27 километрах (по дороге) от райцентра Ванино. Село расположено в низине сопок, на песчаном полуострове, в устье реки Тумнин.

## Климат
Умеренный муссонный климат с достаточно резкими суточными перепадами температуры (см. «География и климат Ванино»). Однако, благодаря своему расположению, в Датте свой микроклимат, заметно отличающийся от ближайших населённых пунктов в худшую сторону.
Так как с. Датта находится на полуострове и с трёх сторон окружёно водой, здесь круглогодично высокая влажность, а в весенне-летние месяцы нередки густейшие туманы, которые могут стоять круглосуточно и беспросветно неделями. Частота накрытия туманами падает с прогревом морской воды в проливе только к августу месяцу.
В зимние месяцы здесь также заметно холоднее. Помимо высокой влажности, по долине реки Тумнин почти постоянно дуют сильные западные ветры, прогоняющие большие массы холодного континентального воздуха (особенность муссонного климата).
Несмотря на неблагоприятный и холодный климат (листва на тополях появляется только к середине июня) в Датте много огородов, на которых с успехом растёт скороспелый картофель и овощи. Это объясняется в первую очередь наличием только здесь, на полуострове, мягкого песчаного грунта.

## История
Село Датта является одним из старейших поселений на территории нынешнего Ванинского района. На данном месте долгое время было стойбище орочей «Датта» (то есть «Устье»), ввиду удобного для рыбалки местоположения. Доподлинно, сколько на данном месте живут люди — пока не известно, но в 2008 году жители отметили 160-летие со дня образования поселения. В 1938 году здесь основано село, впоследствии рыболовецкий колхоз.
Орочский пункт Датта был известен ещё до Амурской экспедиции. Считается, что в этом месте делал остановку француз, морской путешественник и исследователь Тихого океана Лаперуз. Мыс на северо-востоке бухты, куда впадает река Тумнин, долгое время на морских картах имел двойное название Лессепс-Датта (по имени Бартоломея Лессепса — участника экспедиции, который в то время являлся служащим французского посольства в России). Название Датта за мысом оставлено решением Хабаровского крайисполкома от 18 января 1952 года.
В конце 19-го века здесь проходила морская экспедиция Бошняка. «Селение Датта есть последняя станция зимнего пути в заливе Императора Николая, — писал он, — откуда бы этот путь ни шел: через это селение проходят все туземцы кочующие по реке Тумджин».
В 1908—1910 гг. при исследовании Северного Сихотэ-Алиня здесь проходил В. К. Арсеньев. В своём «Кратком военно-географическом и военно-статистическом очерке Уссурийского края 1901—1911 гг.», изданном в Хабаровске в 1912 г., он писал, что Датта в 1906 году имела в своем составе один дом с населением в 8 человек. Первыми русскими в Датте была политически неблагонадежная семья Савенковых, появившаяся в 1903 году.

## Экономика
Градообразующим предприятием села является рыболовецкая артель (в советские годы — рыболовецкий колхоз им. 50-летия Октября), осуществляющее добычу и глубокую переработку рыбы и морепродуктов (до распада СССР продукция колхоза ввиду исключительно высокого качества почти не поступала в торговую сеть, практически полностью уходившая на «спецзаказ»), ведётся лесозаготовка. При СССР имелась животноводческая и молочно-товарная ферма (прекратившие своё существование), велась лесозаготовка, были попытки возделывания технических культур (также прекратившиеся с концом Советской власти). С восточной стороны села имеется большой песчаный «дикий» пляж.
Рыболовецкая артель с. Датта (вначале это был рыбоконсервный завод, потом рыбобаза, затем колхоз «50 лет Октября») имеет в собственности 5 судов рыболовного флота, разделочный цех на 200 тонн рыбопродукции в сутки, консервный цех на 30 тыс. условных банок в сутки. Добыча рыбы и морепродуктов производится в устьях рек Татарского пролива, а также в водах Охотского, Японского и других морей. Основными промысловыми объектами являются: минтай, сельдь, сайра, лососевые, крабы, морская капуста. Предприятие имеет собственную береговую базу и выпускает мороженную, соленую, копченую рыбопродукцию, а также высококачественные консервы.

## Население
По состоянию на 2009 год в селе проживало 1048 человек, из них 523 мужчины и 525 женщин.
| 1939 | 1992  | 2002 | 2010 | 2011 | 2012 | 2021 |
| ---- | ----- | ---- | ---- | ---- | ---- | ---- |
| 839  | ↗1100 | ↘786 | ↘652 | ↘647 | ↗658 | ↗679 |

## Образование и культура
В селе расположена средняя общеобразовательная школа, где обучается 95 учащихся. Имеется детский сад, который посещают 41 воспитанник, % наполняемости — 73 %.
Здание Дома культуры в селе недостроено, и простояло в виде «коробки» 20 лет. Культурно-досуговая работа проводится в здании общеобразовательной школы, в актовом зале и библиотеке. На 2014 год принята программа и проведено финансирование ДК, планировалась его достройка и ввод в эксплуатацию, но пока не получается (на 2016-й год).

## Здравоохранение
Лечебно-профилактическое учреждение в селе представлено амбулаторией МУЗ «ЦРБ», в которой прием ведет фельдшер. В штате имеется ещё два средних медицинских работника.

## Транспорт
Село Датта связано автомобильной дорогой с районный центром — посёлком Ванино, ежедневно ходит муниципальный автобус междугороднего сообщения маршрут № 103. Ближайшая железнодорожная станция Ландыши находится в 6 километрах от села. Дороги села перед распадом СССР были забетонированы, сейчас покрытие поддерживается в удовлетворительном состоянии, в меру возможностей.

## Связь
Жители села могут принимать три телеканала: «Первый канал», «Россия-1» и «Первое краевое телевидение». Имеется отделение почтовой связи и АТС на 46 абонентов.

## Известные уроженцы села
- Шибилкин, Вячеслав Александрович (1975—2000) — Герой Российской Федерации.

## Фотогалерея

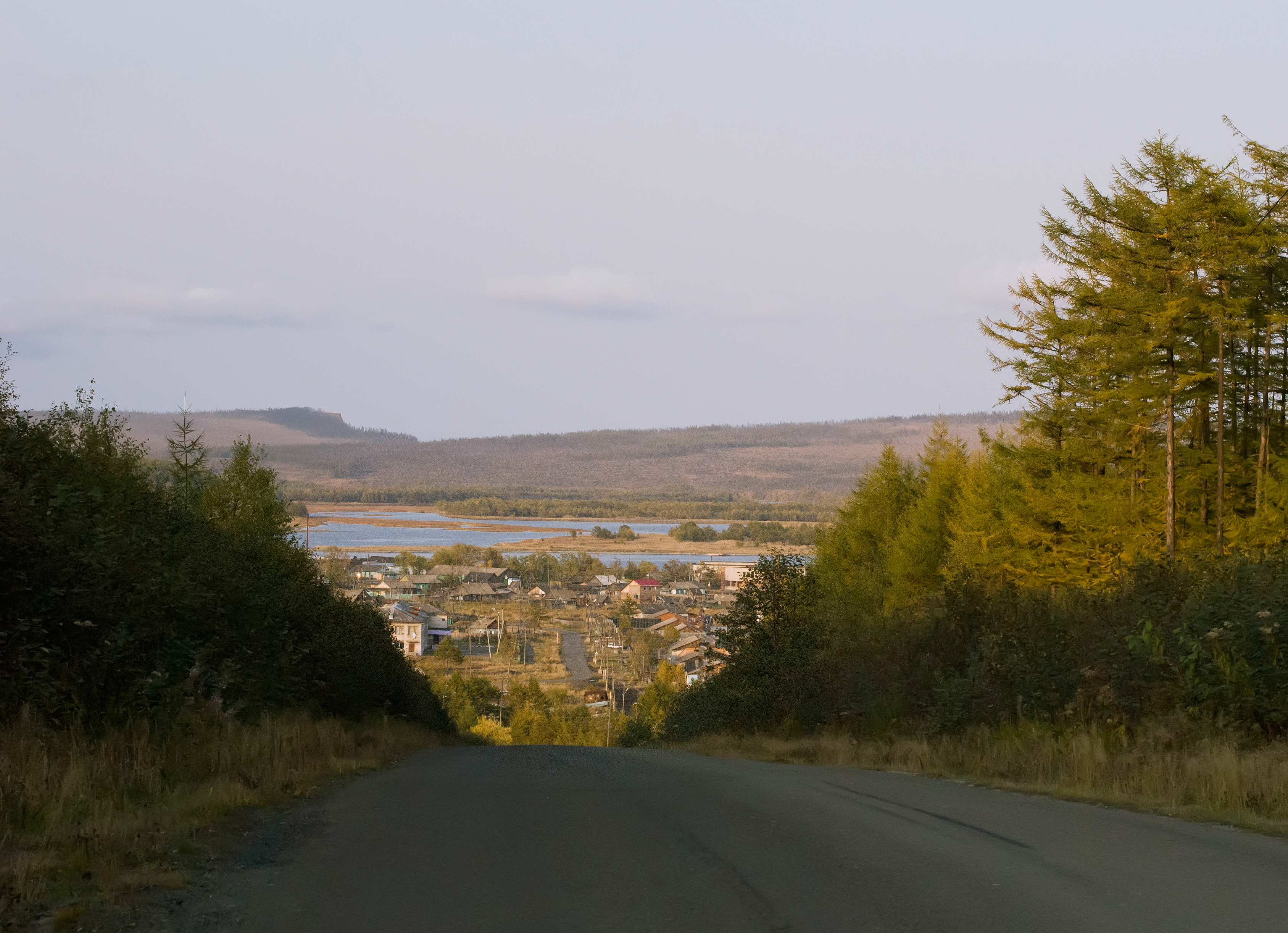
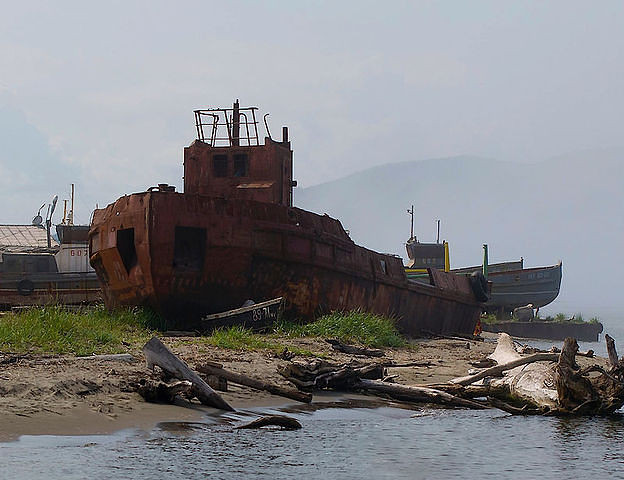
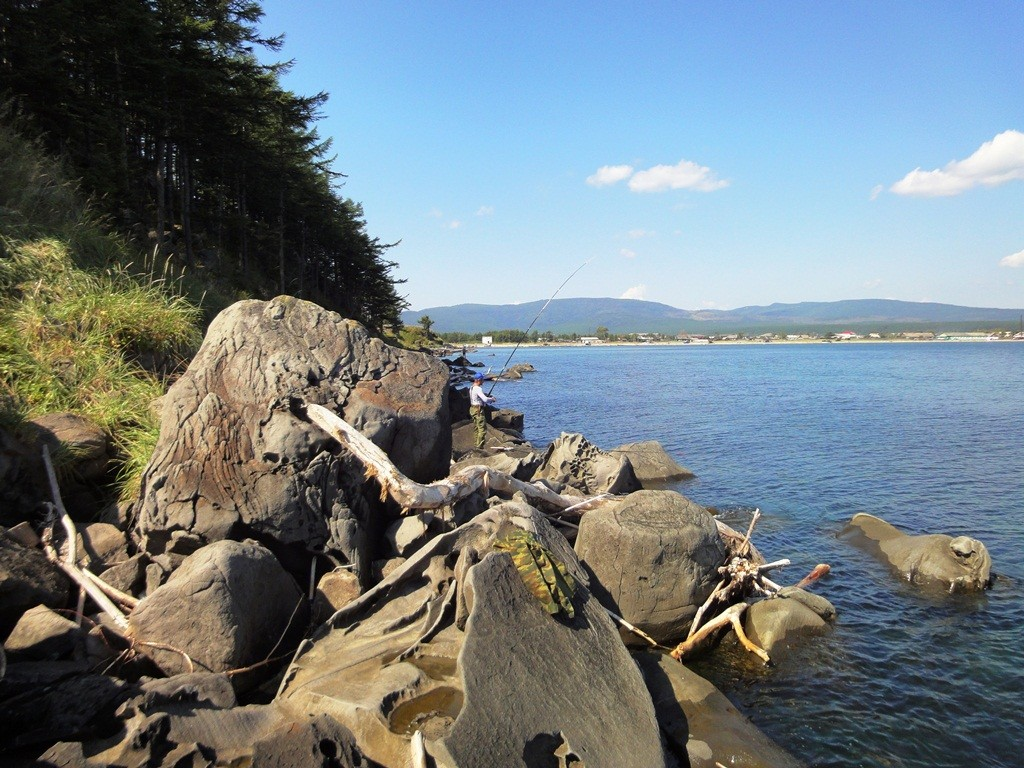
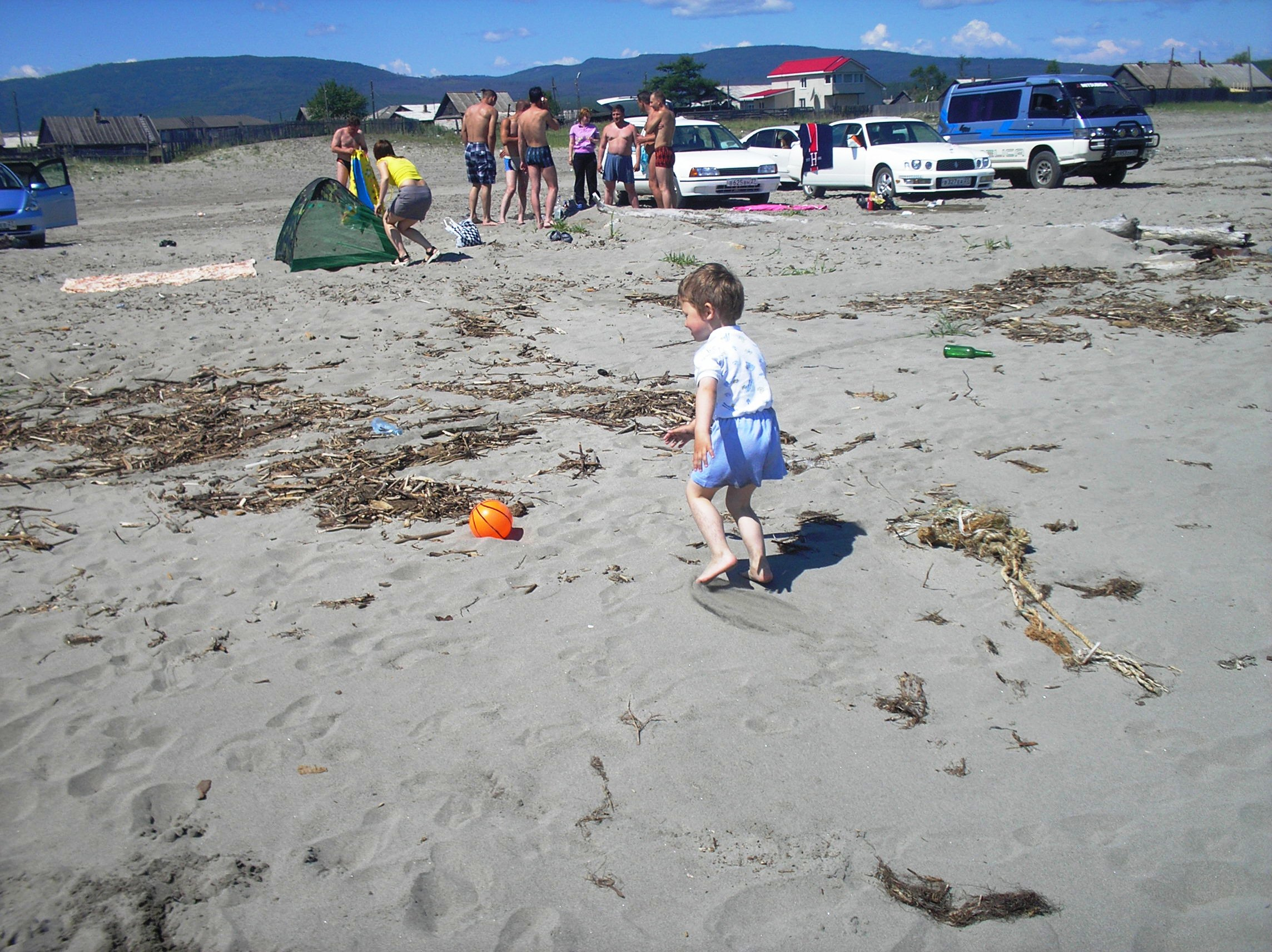
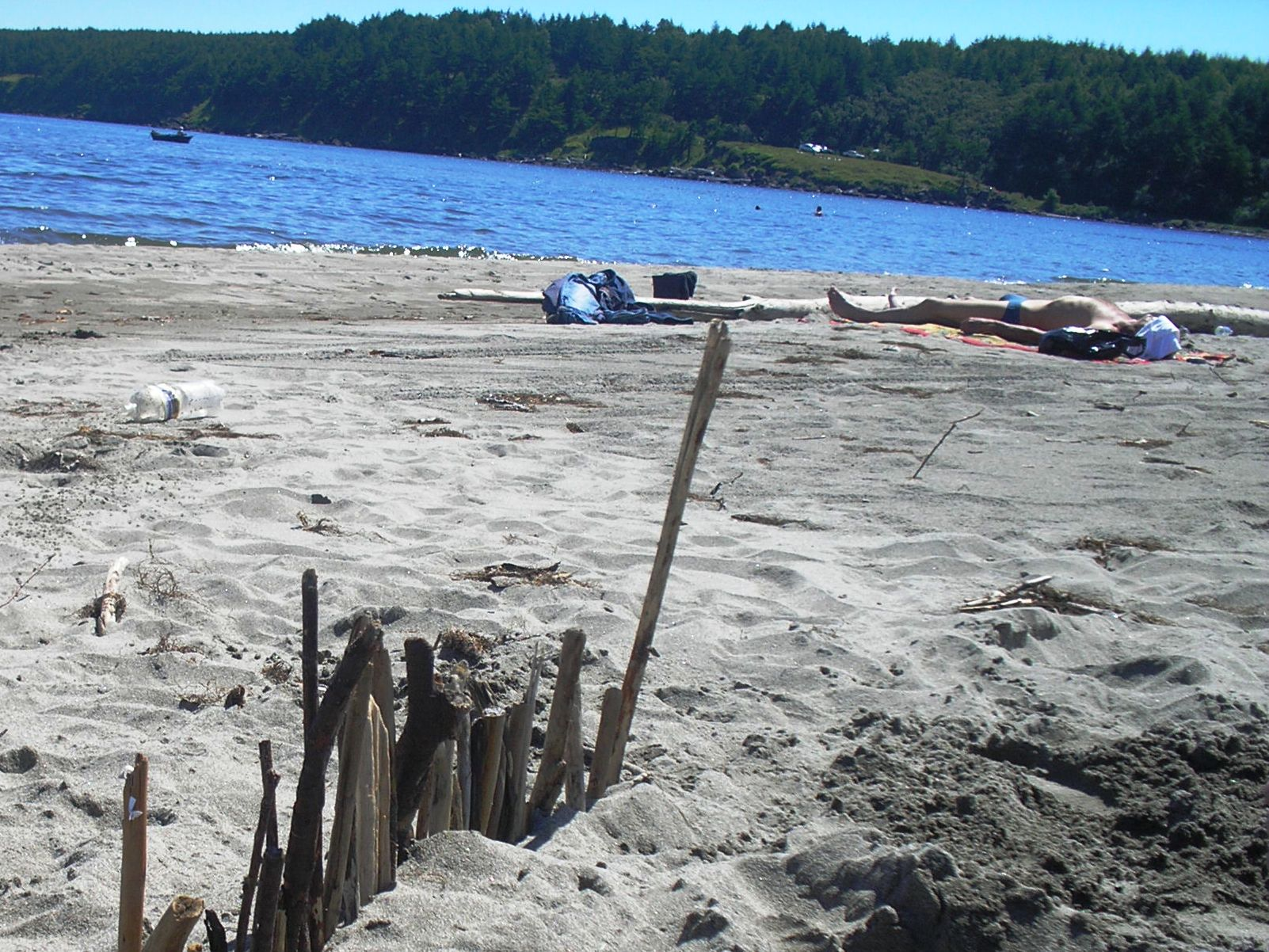